# Sieglinde Hofmann
Sieglinde Hofmann (* 14. März 1945 in Bad Königshofen, Unterfranken) ist ein ehemaliges Mitglied der terroristischen Vereinigung Rote Armee Fraktion (RAF) und gilt als eine der Leitfiguren der zweiten Generation. Sie war 1977 an der Entführung und Ermordung des Arbeitgeberpräsidenten Hanns Martin Schleyer und 1979 am Anschlag auf den damaligen NATO-Oberbefehlshaber in Europa Alexander Haig beteiligt. 1980 wurde sie verhaftet, zweimal verurteilt und schließlich 1999 aus der Haft entlassen.

## Leben
Nach dem Besuch einer katholischen Mädchenschule machte sie eine Lehre als Arzthelferin. Nach ihrer Fachhochschulausbildung zur Sozialarbeiterin in Heidelberg war sie ab 1970 als Sozialarbeiterin im Bereich Drogenberatung im Geschäftsbereich der Erzdiözese Freiburg tätig. Sie radikalisierte sich über ihre Arbeit im Sozialistischen Patientenkollektiv in Heidelberg und schloss sich 1976 der RAF an.
Im Sommer 1976 absolvierte sie zusammen mit anderen Mitgliedern der sogenannten Haag/Mayer-Bande (u. a. Siegfried Haag, Peter-Jürgen Boock und Stefan Wisniewski) in einem Trainingscamp der PFLP im Südjemen eine militärische Ausbildung und beteiligte sich an den ersten Planungen zur Offensive 77, deren Ziel die Freipressung der in deutschen Gefängnissen einsitzenden RAF-Mitglieder war.
Nach der Verhaftung Haags übernahm im Februar 1977 Brigitte Mohnhaupt die Führung der RAF. Hofmann wurde schnell zu deren wichtigster Vertrauter und fungierte in den folgenden Monaten und Jahren als eine Art Stellvertreterin (BKA-Chef Horst Herold bezeichnete Hofmann später als „die Stabschefin der Mohnhaupt“).
Als Mitglied des engsten Führungskreises der RAF war sie maßgeblich an Planung und Ausführung der Terroranschläge der „Offensive 77“ und des Deutschen Herbstes beteiligt. Am 5. September 1977 eröffnete sie mit einem Schnellfeuergewehr das Feuer auf den Konvoi des Arbeitgeberpräsidenten Hanns Martin Schleyer und gehörte in den folgenden Wochen zu Schleyers permanenten Bewachern.
Am 11. Mai 1978 wurde sie zusammen mit Mohnhaupt und Boock in Zagreb verhaftet, im November 1978 jedoch von den jugoslawischen Behörden nach Aden im Südjemen abgeschoben. Von dort kehrte sie im Frühjahr 1979 nach Europa zurück und beteiligte sich an dem versuchten Mordanschlag auf den damaligen NATO-Oberbefehlshaber in Europa Alexander Haig.
Im Mai 1980 verhandelte sie im Auftrag Mohnhaupts über den Zusammenschluss der RAF mit der Bewegung 2. Juni, wurde aber bei einem konspirativen Treffen in einer Pariser Wohnung festgenommen. Gegen die Zusage, Hofmann nicht wegen Mordes anzuklagen, wurde sie an die Bundesrepublik Deutschland ausgeliefert. Im Juni 1982 wurde sie wegen versuchter Geiselnahme, versuchten Menschenraubes und Mitgliedschaft in einer terroristischen Vereinigung zu 15 Jahren Freiheitsstrafe verurteilt. Die Verurteilung für die Beteiligung an der versuchten Entführung Jürgen Pontos basierte im Wesentlichen nur auf den Aussagen des Kronzeugen Hans-Joachim Dellwo. Später stellte sich heraus, dass sie an der versuchten Entführung Pontos, bei der dieser von der RAF erschossen wurde, nicht beteiligt war und ihre Verurteilung dafür ein Fehlurteil darstellte.
Erst nach der im Juni 1990 erfolgten Verhaftung von RAF-Aussteigern, die unter Mitwirkung des Ministeriums für Staatssicherheit (MfS) in der Deutschen Demokratischen Republik (DDR) untergetaucht waren, wurde Hofmanns Führungsrolle innerhalb der RAF in ihrer ganzen Bedeutung bekannt. 1995, kurz vor ihrer regulären Haftentlassung, wurde sie ein zweites Mal angeklagt. Noch im selben Jahr wurde sie – maßgeblich auf Basis der Aussagen der DDR-Aussteiger – als Tatbeteiligte an der Entführung und Ermordung Hanns Martin Schleyers und wegen „verantwortlicher Mitwirkung“ am gescheiterten Anschlag auf den NATO-Oberbefehlshaber Alexander Haig zu einer lebenslangen Freiheitsstrafe unter Feststellung der besonderen Schwere der Schuld verurteilt. 1999 wurde sie vorzeitig auf Bewährung aus der Haft entlassen.